# American Horror Story: Asylum
Truyện kinh dị Mỹ: Nhà thương điên (tựa gốc: American Horror Story: Asylum) là mùa thứ hai của loạt phim kinh dị truyền ngắn American Horror Story của kênh FX. Mùa phim khởi chiếu từ 17 tháng 10 năm 2012 tới 23 tháng giêng, 2013. Theo như quy luật của loạt phim, mùa hai hoàn toàn không liên quan hay nối tiếp câu chuyện từ mùa 1, có nội dung phim xoay quanh các nhân vật và sự kiện hoàn toàn mới trong một địa điểm mới, biến American Horror Story thành loại những serie phim truyền hình ngắn.
Nội dung bắt đầu năm 1964 tại bệnh viện điên tưởng tượng, Briarcliff Manor, và kể câu chuyện của các nhân viên và bệnh nhân của nhà thương điên này. Các diễn viên quay lại tham gia mùa hai bao gồm: Frances Conroy, Jessica Lange, Dylan McDermott, Sarah Paulson, Evan Peters, Zachary Quinto, và Lily Rabe.
Nhà thương điên rất được khen ngợi bởi giới phê bình và fan. Phần trình diễn của Jessica Lange, James Cromwell, Zachary Quinto, Sarah Paulson, và Lily Rabe được đặc biệt khen ngợi. Mùa phim mang về 17 đề cử Emmy, nhiều nhất trong các show truyền hình, bao gồm Phim truyền hình ngắn xuất sắc nhất và bốn đề cử diễn xuất cho Lange, Paulson, Cromwell, and Quinto, với Cromwell giành chiến thắng.Thêm vào đó, Quinto và Paulson thắng giải diễn viên phụ tại Giải thưởng của giới phê bình truyền hình lần ba.
Dù là phim truyền hình ngắn độc lập, một số diễn viên đã diễn tiếp vai của mình trong mùa 4Gánh xiếc quái dị như: Lily Rabe, Naomi Grossman, và John Cromwell, lần lượt với vai Sơ Mary Eunice McKee, Pepper, Bác sĩ Arthur Arden hồi trẻ dưới tên Hans Grüper.

## Cốt truyện
Năm 1964, câu chuyện xảy ra tại viện tâm thần dành cho tội phạm mang tên Briarcliff ở Massachusetts. Tại đây, Sơ Jude Martin (Jessica Lange) cùng Sơ Mary Eunice McKee (Lily Rabe) điều hành dưới quyền Đức ông Timothy Howard (Joseph Fiennes). Bác sỹ Arthur Arden (James Cromwell), dùng viện tâm thần này để che giấu sự tàn bạo của họ trên các bệnh nhân mà vốn dĩ chưa chắc đã điên như người ta vẫn nghĩ. 
Khi nữ nhà báo Lana Winters (Sarah Paulson) tiếp cận trại tâm thần, cô đã sớm phải "nhập trại". Cô và Kit Walker (Evan Peters) một bệnh nhân phải vào viện sau khi giết vợ đều là sự hàm oan gây ra bởi Oliver Thredson (Zachary Quinto), tên sát thủ Mặt Máu khét tiếng trá hình dưới hình dạng bác sĩ.
Sơ Jude từng là ca sỹ, trong cơn men say đã đâm phải một bé gái nhưng bỏ chạy. Dằn vặt trong sự ân hận suốt nhiều năm, bà đi gặp gia đình của cô bé để thú tội. Khi biết cô bé không chết và cũng sẵn sàng bỏ qua cho "kẻ vô tâm" kia. Sơ Jude biết Chúa đã có kế hoạch riêng cho bà và quyết quay lại diệt trừ những cái ác tại Briarcliff. Bao gồm Sơ Mary Eunice, một nữ tu trong trắng đã bị ám bởi quỷ dữ sau một cuộc trừ tà bất thành.
Cuộc chiến cân não giữa cái thiện bị hàm oan và cái ác nắm quyền thống trị diễn ra. Đức ông Timothy Howard giết chết Sơ Mary Eunice cùng con quỷ trong cô rồi tự sát vì ân hận trước sự bất lực của mình trước cái ác. Lana thoái khỏi Briarcliff khi Sơ Jude báo với mẹ bề trên về cô. Lana phanh phui trần trụi những sự thật phi nhân tính trong trại điên. Kit thoát tội và đưa sơ Jude, bậy giờ tên là Judy về chăm sóc. Tên Mặt Máu Oliver Thredson bị Lana bắn thủng não. Bác sĩ Arden vì quá yêu Sơ Mary Eunice đã tự sát. Briarcliff đóng cửa. 

## Diễn viên

### Vai chính
- Zachary Quinto trong vai Bác sĩ Oliver Thredson
- Joseph Fiennes trong vai Hồng y Timothy Howard
- Sarah Paulson trong vai Lana Winters
- Evan Peters trong vai Kit Walker
- Lily Rabe trong vai Sơ Mary Eunice McKee
- Lizzie Brocheré trong vai Grace Bertrand
- James Cromwell trong vai Bác sĩ Arthur Arden
- Jessica Lange trong vai Sơ Jude Martin

### Khách mời đặc biệt
- Chloë Sevigny trong vai Shelley
- Ian McShane trong vai Leigh Emerson

### Vai phụ
- Naomi Grossman trong vai Pepper
- Fredric Lehne trong vai Frank McCann
- Clea DuVall trong vai Wendy Peyser
- Britne Oldford trong vai Alma Walker
- Jenna Dewan-Tatum trong vai Teresa Morrison
- Dylan McDermott trong vai Johnny Morgan
- Frances Conroy trong vai Shachath: Thiên thần Chết
- Adam Levine trong vai Leo Morrison
- Mark Engelhardt trong vai Carl
- Barbara Tarbuck trong vai Mẹ bề Trên Claudia
- Mark Consuelos trong vai Spivey
- Mark Margolis trong vai Sam Goodwin
- Franka Potente trong vai Anne Frank / Charlotte Brown

## Tập phim
| TT. tổng thể | TT. trong mùa phim | Tiêu đề                      | Đạo diễn            | Biên kịch       | Ngày phát hành gốc   | Mã sản xuất | Người xem tại U.S. (triệu) |
| ------------ | ------------------ | ---------------------------- | ------------------- | --------------- | -------------------- | ----------- | -------------------------- |
| 13           | 1                  | "Welcome to Briarcliff"      | Bradley Buecker     | Tim Minear      | 17 tháng 10 năm 2012 | 2ATS01      | 3.85                       |
| 14           | 2                  | "Tricks and Treats"          | Bradley Buecker     | James Wong      | 24 tháng 10 năm 2012 | 2ATS02      | 3.06                       |
| 15           | 3                  | "Nor'easter"                 | Michael Uppendahl   | Jennifer Salt   | 31 tháng 10 năm 2012 | 2ATS03      | 2.47                       |
| 16           | 4                  | "I Am Anne Frank (Part 1)"   | Michael Uppendahl   | Jessica Sharzer | 7 tháng 11 năm 2012  | 2ATS04      | 2.65                       |
| 17           | 5                  | "I Am Anne Frank (Part 2)"   | Alfonso Gomez-Rejon | Brad Falchuk    | 14 tháng 11 năm 2012 | 2ATS05      | 2.78                       |
| 18           | 6                  | "The Origins of Monstrosity" | David Semel         | Ryan Murphy     | 21 tháng 11 năm 2012 | 2ATS06      | 1.89                       |
| 19           | 7                  | "Dark Cousin"                | Michael Rymer       | Tim Minear      | 28 tháng 11 năm 2012 | 2ATS07      | 2.27                       |
| 20           | 8                  | "Unholy Night"               | Michael Lehmann     | James Wong      | 5 tháng 12 năm 2012  | 2ATS08      | 2.36                       |
| 21           | 9                  | "The Coat Hanger"            | Jeremy Podeswa      | Jennifer Salt   | 12 tháng 12 năm 2012 | 2ATS09      | 2.22                       |
| 22           | 10                 | "The Name Game"              | Michael Lehmann     | Jessica Sharzer | 2 tháng 1 năm 2013   | 2ATS10      | 2.21                       |
| 23           | 11                 | "Spilt Milk"                 | Alfonso Gomez-Rejon | Brad Falchuk    | 9 tháng 1 năm 2013   | 2ATS11      | 2.51                       |
| 24           | 12                 | "Continuum"                  | Craig Zisk          | Ryan Murphy     | 16 tháng 1 năm 2013  | 2ATS12      | 2.30                       |
| 25           | 13                 | "Madness Ends"               | Alfonso Gomez-Rejon | Tim Minear      | 23 tháng 1 năm 2013  | 2ATS13      | 2.29                       |

## Tiếp nhận

### Ý kiến phê bình
Truyện kinh dị Mỹ: Nhà thương điên nhận phản hồi tích cực từ giới phê bình với điểm 65 trên 100 trên Metacritic dựa trên 23 nhận xét. The review aggregator Trang đánh giá Rotten Tomatoes khảo sát được tỷ lệ tán dương là 84% với điểm trung bình 7.27/10 trên 43 bài nhận xét. Trang này đánh giá, "American Horror Story: Asylum vượt qua các giới hạn để gây sốc và hù dọa khán giả cùng với những tuyến truyện phụ gợi cảm và các các tiếp cận những vấn đề xã hội đương thời đầy đột phá." James Poniewozik, từ báo Time, nhận xét các tập đầu của mùa phim: "AHS: Asylum đã tập trung hơn, cân bằng giữa sự điên cuồng và những tiếng thét. Nó cũng được chăm chút kỹ lưỡng với một tầm nhìn về những năm 60 rất chi tiết đến mức bạn có thể cảm nhận được cả không khí và những mùi hương." Maureen Ryan từ The Huffington Post nhận xét, "Đáng khen cho đội biên kịch, đạo diễn và diễn viên của Asylum đã làm cho nỗi đau tâm lý của các nhân vật thật như sự hoang mang và hoảng loạn của họ."
Verne Gay của trang Newsday xếp mùa phim hạng C, cho rằng "có nhiều hiệu ứng đặc biệt tốt, nhưng không đủ nội dung." Linda Stasi từ New York Post nghĩ mùa phim bị "làm quá mức", nói rằng "Coi cái điên khùng này 2 tiếng chắc tôi vào viện điên luôn."

## Âm nhạc

### Đĩa đơn
| Năm                                              | Bài hát         | Trình diễn    | Tập phim        | Ghi chú                                            |
| ------------------------------------------------ | --------------- | ------------- | --------------- | -------------------------------------------------- |
| 2013                                             | "The Name Game" | Jessica Lange | "The Name Game" | - Bài hát của Shirley Ellis - Phát hành 15/1/ 2013 |
| Note: Phát hành bởi 20th Century Fox TV Records. |                 |               |                 |                                                    |